# Rivière Tortue
Der Rivière Tortue ist ein 85 km langer Zufluss des Sankt-Lorenz-Golfs in der Verwaltungsregion Côte-Nord der kanadischen Provinz Québec.

## Flusslauf
Der Rivière Tortue bildet den Abfluss des Lac Tortue – etwa 65 km nördlich der Südküste der Labrador-Halbinsel. Er fließt in überwiegend südlicher Richtung durch die MRC Minganie. Dabei durchschneidet er den Kanadischen Schild. Ungefähr 70 km östlich von Sept-Îles mündet er schließlich im Gemeindegebiet von Rivière-au-Tonnerre in den Sankt-Lorenz-Golf. Die Route 138 überquert den Fluss unmittelbar vor dessen Mündung. Das Einzugsgebiet des Rivière Tortue umfasst 793 km². Der mittlere Abfluss beträgt 23 m³/s. Im Osten grenzt das Einzugsgebiet des Rivière Tortue an das des Rivière Manitou, im Westen an das des Rivière au Bouleau.